# بيل فرانس سينيور
بيل فرانس سينيور (بالإنجليزية: Bill France) هو سائق سيارة سباق أمريكي، ولد في 26 سبتمبر 1909 في واشنطن العاصمة في الولايات المتحدة، وتوفي في 7 يونيو 1992 في أورموند بيتش في الولايات المتحدة بسبب مرض آلزهايمر.

## وصلات خارجية
- بيل فرانس سينيور على موقع الموسوعة البريطانية (الإنجليزية)